# Waltham Abbey (miasto)
Waltham Abbey – miasto i civil parish w Anglii, w hrabstwie Essex, w dystrykcie Epping Forest. Leży 34 km na zachód od miasta Chelmsford i 22 km na północny wschód od Londynu. W 2001 roku miasto liczyło 17 675 mieszkańców. W 2011 civil parish liczyła 21149 mieszkańców.